# ساموئل هیوستون
ساموئل هیسوتون (به انگلیسی: Sam Houston)، سیاستمدار تگزاسی، دو دوره رئیس جمهور جمهوری تگزاس و ژنرال قوای آمریکایی در تگزاس بود.
شهرت هیوستون بیشتر به‌خاطر پیروزی بر ژنرال سانتا آنا مکزیکی در سال ۱۸۳۶ در نبرد سان جاسینتو بود که منجر به استقلال تگزاس از مکزیک شد.
او دوران جوانی خود را در تنسی و در نزد سرخ‌پوستان گذراند چنانچه بعدها همواره از سرخ‌پوستان به عنوان دوستان خود یاد می‌کرد.
شهر هیوستون به افتخار وی نامگذاری گردیده است.
هیوستون عضو قبیله چروکی بود و همسرش تیانا راجرز نیز سرخ‌پوست بود.
از مخالفان سرسخت هیوستون می‌توان به میرابو لامار اشاره کرد.

## نگارخانه

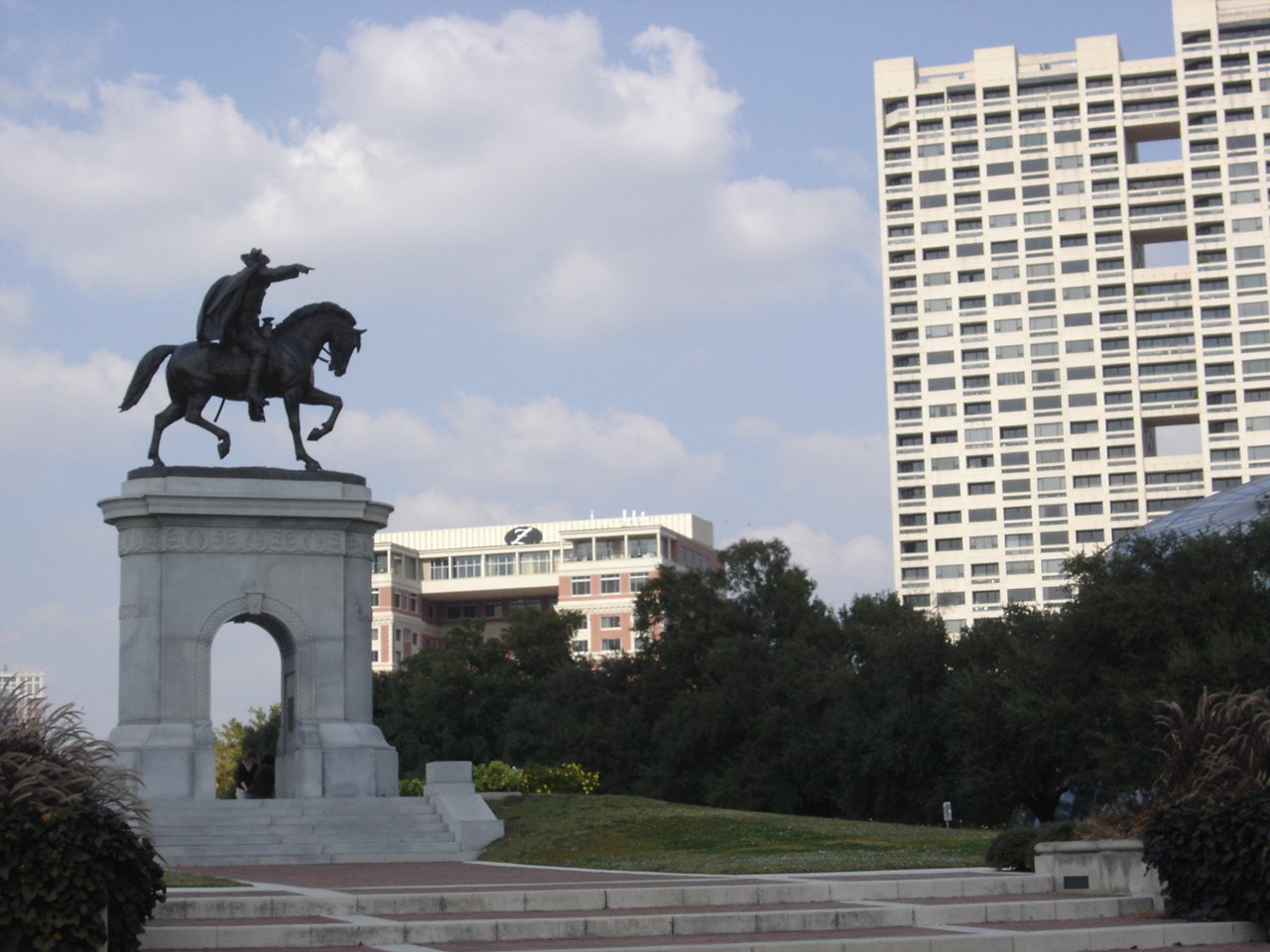
تندیس ژنرال هیوستون در پارک هرمان در هیوستون.
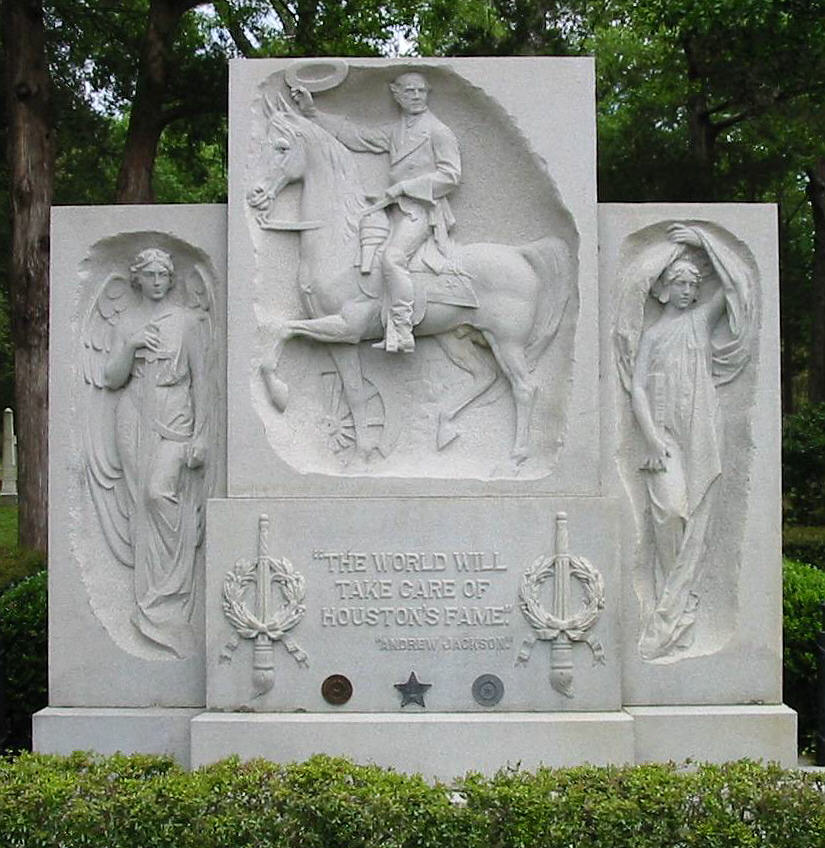
مقبره سام هیوستون در تگزاس
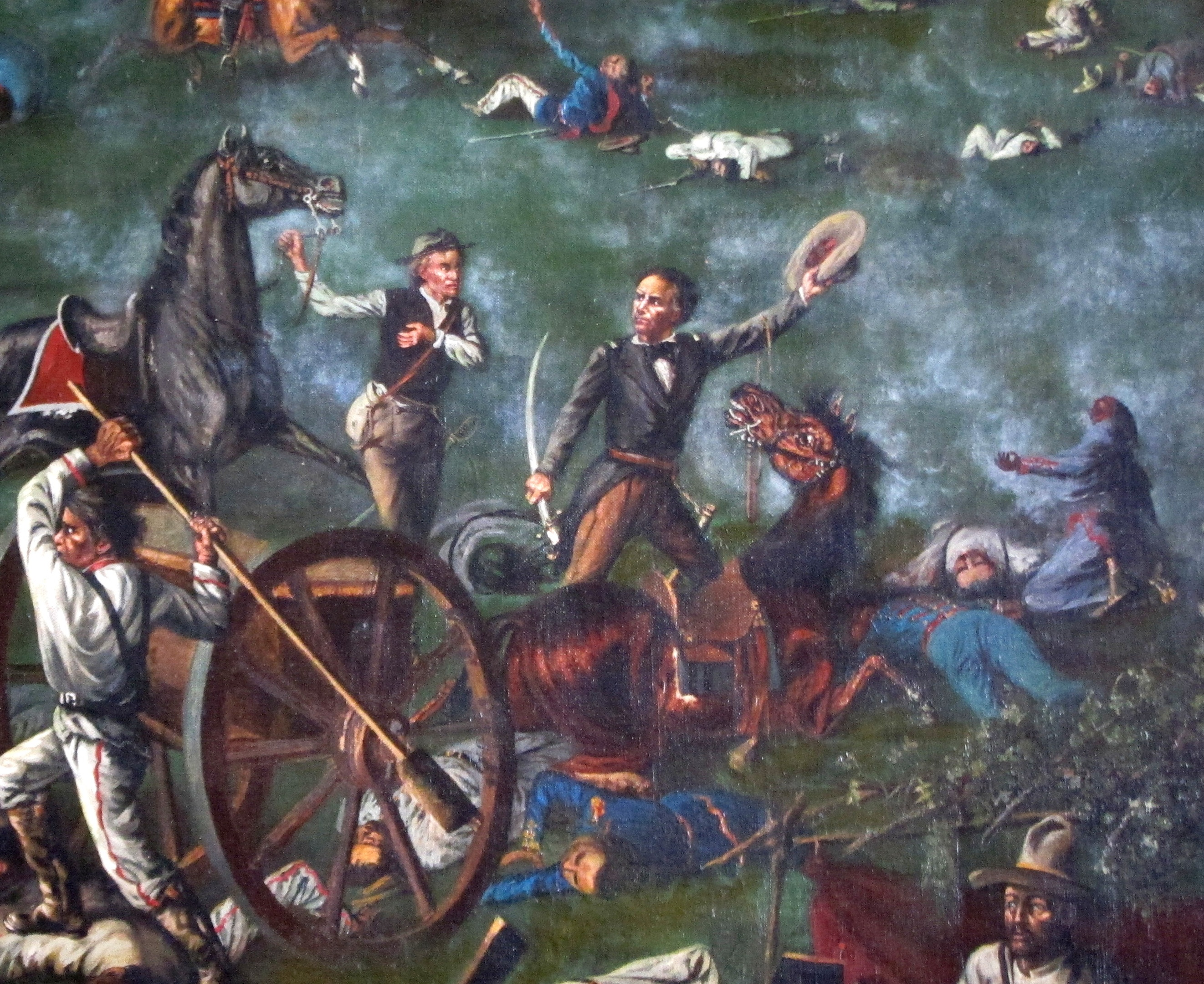
هیوستون در نبرد سان یاسینتو
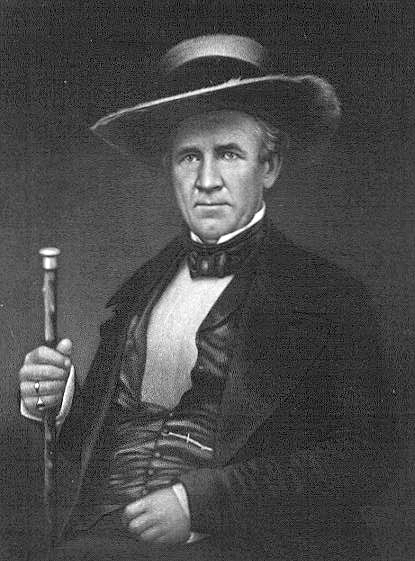
ساموئل هیوستون